# Seigneurie du Petit-Château de Vouvant
Ne doit pas être confondu avec Seigneuries de Vouvant et de Mervent.
La seigneurie, puis baronnie du Petit-Château de Vouvant est une ancienne seigneurie-baronnie dont le siège était localisé au Petit-Château, sur le territoire de la paroisse de Vouvant en Bas-Poitou,. Cette seigneurie-baronnie avait droit de justice haute, moyenne et basse sur cinq paroisses.
La seigneurie du Petit-Château a appartenu à la famille de Chabot pendant une grande partie de son histoire, depuis les environs des XIe et XIIe siècles jusqu'au XVe siècle. Beaucoup d'ouvrages indiquent que cette famille a possédé la seigneurie de Vouvant, mais cela constitue une erreur. En effet, les membres de la famille de Chabot ont uniquement été seigneurs du fief du Petit-Château situé à Vouvant.
À partir du XVIIe siècle, le fief du Petit-Château de Vouvant est réuni avec la seigneurie-baronnie de Vouvant.

## Le Petit-Château de Vouvant

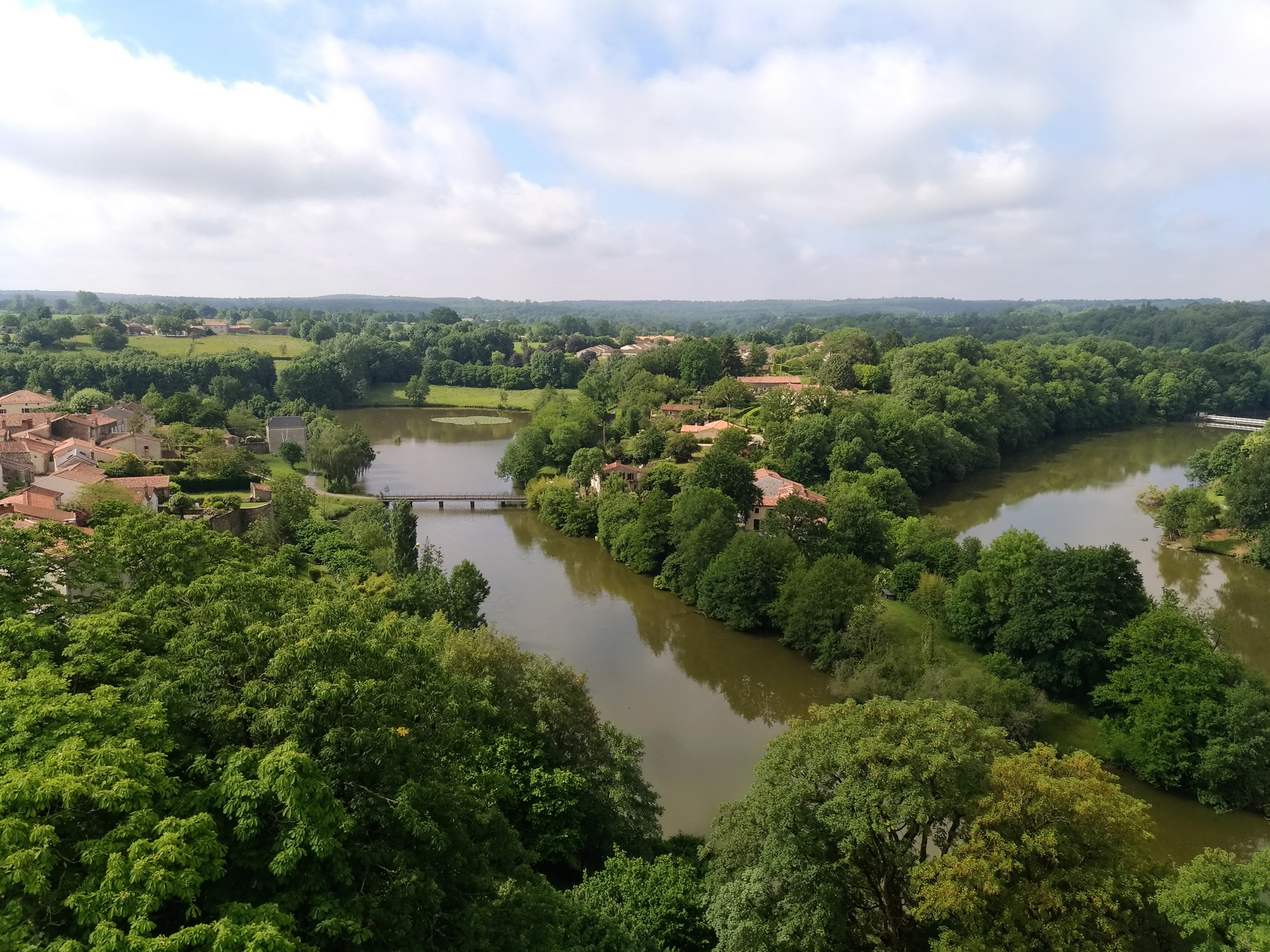
Vue sur le site du Petit-Château de Vouvant (au centre) séparé par la rivière Mère du site de Vouvant-Bourg (à gauche) où se situe l'église et le nouveau château édifié par les Lusignan aux.

Le siège de cette seigneurie-baronnie était localisé à proximité immédiate du château de Vouvant. La localisation exacte de ce dernier est encore identifiable au XXIe siècle par l'appellation d'un lieu-dit de Vouvant : le Petit-Château.
Plusieurs descriptions permettent de savoir comment devait se présenter cette forteresse :
- le 17 juin 1864, les membres du Congrès archéologique de France, en visite à Vouvant, indiquent qu'il existe des ruines peu importantes du Petit-Château[5] ;
- jusqu'en 1866, une imposante tour « en forme de pyramide »[6] appartenant au Petit-Château est encore visible. Quelques années plus tard, le propriétaire la fait détruire pour en vendre les pierres[7] ;
- un ouvrage daté de 1893 indique que le Petit-Château se présente sous la forme d'une cour quadrangulaire possédant un puits en son centre et qui est entourée par une enceinte de « murs forts épais et bien bâtis »[8].

## Liste des seigneurs-barons

### Famille de Chabot (seconde moitié duXIesiècle-1445)[9]
Plusieurs membres de la famille de Chabot se succèdent comme seigneurs du Petit-Château :
- peut-être Thibaud Ier Chabot (v. 1051 † v. 1100). Il épouse Mirabilis (veuve de Raoul) peut-être héritière de la seigneurie du Petit-Château, dans la seconde moitié du XIe siècle[9].
- Sébrand Ier Chabot (cité en 1135, † ap. 1152), fils de Thibaud Ier Chabot et de Mirabilis. Dès 1147, Sébrand Ier participe à la deuxième croisade sous le pontificat d'Eugène III[10]. Sébrand Ier Chabot est cité comme seigneur du Petit-Château de Vouvant en 1151[11].
- Thibaud II Chabot (av. 1114 † v. 1180/85), fils aîné de Sébrand Ier Chabot et de Agnès de la Rocheservière. Sa fille Eustache Chabot épouse Geoffroy Ier de Lusignan, seigneur de Vouvant, avant mai 1200.
- Thibaud III Chabot, fils aîné de Thibaud II et de Marguerite Loubet.
- Sébrand II Chabot (parfois appelé Thibaud IV par certains auteurs), fils unique de Thibaud III Chabot et de Mirable de la Roche.
- Thibaud V Chabot, fils de Sébrand II Chabot et d'Agnès d'Oulmes.
- Thibaud VI Chabot (appelé aussi Thibaudin), fils de Thibaud IV et d'Aénor des Brosses.
- Sébrand III Chabot (appelé aussi Sébrandin), fils de Thibaud V.
- Thibaud VII Chabot, fils de Sébrand III Chabot et de Airois de Châteaumur.
- Thibaud VIII Chabot (cité en 1340), fils de Thibaud VII Chabot et de Jeanne de Saint-Vincent.
- Thibaud IX Chabot, fils de Thiabud VIII Chabot.
- Louis Ier Chabot, fils de Thibaud IX Chabot et d'Amicie de Maure.
- Thibaud X Chabot, fils de Louis Ier Chabot et de Marie de Craon.
- Louis II Chabot, fils de Thibaud X Chabot et de Brunissende d'Argenton.
- Jeanne Chabot, fille de Thibaut X Chabot et de Brunissende d'Argenton.

### Famille de Chambes (1445-?)[1]
- Jean II de Chambes, épouse Jeanne Chabot le 17 mars 1445[12].
- Jean III de Chambes (né vers 1445 et décédé avant 1519), fils de Jean II de Chambes et de Jeanne Chabot[12].

- Philippe de Chambes entre 1517 et 1521. Philippe de Chambes était le fils de Jean de Chambes (seigneur de Montsoreau) et de Marie de Chasteaubriant (dame du Lion d'Angers).

### Famille de Pontlevoy (?-1595)[2]
- Louis de Pontlevoy, chevalier de l'ordre du roi, seigneur de la Mothe et baron du Petit-Château.
- Louise de Pontlevoy, fille du précédent. Elle est alors baronne du Petit-Château, dame de Bourneau, de la Blandinière, du Pin et de Matha. Son mariage avec Henri Ier Bastard (marquis de la Cressonnière) le 5 décembre 1595 fait passer la baronnie du Petit-Château à cette famille des Bastard de la Cressonnière.

### Famille des Bastard de la Cressonnière (1595-1674)[2]
- Henri Ier Bastard de la Cressonnière (né vers 1572), cité précédemment.
- Henri II Bastard de la Cressonnière (né vers 1600), premier enfant de Henri Ier Bastard et de Louise de Pontlevoy.
- René III Bastard de la Cressonnière (né vers 1600 et décédé avant le 31 janvier 1655), deuxième enfant de Henri Ier Bastard et de Louise de Pontlevoy.
- Louise Bastard de la Cressonnière (née vers 1600 et décédée avant le 14 septembre 1669), cinquième enfant de Henri Ier Bastard et de Louise de Pontlevoy. Héritière de sa branche, Louise Bastard de la Cressonnière décide de réunir les fiefs de la Cressonnière et du Petit-Château afin de former une seule seigneurie qui conserve le nom de seigneurie-baronnie du Petit-Château de Vouvant. Le 25 janvier 1621, Louise Bastard épouse Louis Maistre de la Papinière, chevalier et seigneur de la Papinière et de la châtellenie d'Aizenay.
- Marguerite Bastard de la Cressonnière, dite Marguerite de la Cressonnière, huitième enfant de Henri Bastard et de Louise de Pontlevoy. Elle était baronne du Petit-Château et de la Motte. En 1674, Marguerite Bastard vend la Cressonnière et la baronnie du Petit-Château de Vouvant à Alexandre Baudéan, gouverneur du Poitou et comte de Pardaillan et de Parabère[1].

### Famille Baudéan (1674-?)
- Alexandre Baudéan (1619-1702), appelé aussi Alexandre de Brandeau[13], seigneur de la Rousselière, de la Fosse, d'Antigny, etc., lieutenant-général des armées du roi, cité précédemment.

### Famille d'Asnières (?-1892)[2]
- Jean d'Asnières (1729-1824)[14], fils de Louis-Henri d'Asnières et de Henriette-Catherine de la Tour d'Aizenay. Il était maréchal des camps et des armées du roi et seigneur de la Ménardière, de Saint-Pierre-du-Chemin, du Bourg-Bastard, de la Tardière, de Monnhouet et du Petit-Château. D'abord comte de la Cressonnière, Jean d'Asnières devient marquis de la Chastaigneraye dès juillet 1776. C'est à cette date que le marquisat d'Asnières-la-Chastaigneraye est créé par le roi Louis XVI : les « [...] Terres et Seigneuries de la Ville et Châtellenie de la Châtaigneraye et Bourg de Menomblet, de la Baronnie du Petit-Château, des Châtellenies du Bourg-Bastard, la Tardière et Saint-Pierre-du-Chemin, Saint-Marsaud, Marillet [...] » sont réunies et érigées en marquisat sous le nom d'Asnières-la-Chastaigneraye en faveur de Jean d'Asnières, sous-lieutenant aux gardes françaises, chevalier de l'ordre royal et militaire de Saint Louis[15],[16].
- Jean Baptiste François Auguste d'Asnières (1785-1868)[14], prince de Pont-Asnières et deuxième marquis d'Asnières-la-Chastaigneraye, fils du précédent.
- Joseph Renaud de Ponts-Asnières (1828-1892)[14], troisième marquis d'Asnières-la-Chastaigneraye, fils du précédent. En 1871, Joseph Renaud épouse Jeanne Henriette Alyde Lemaire de Neuville mais n'engendre aucune descendance[14].